# In...Tolleranza zero
In...Tolleranza zero è stato un programma televisivo italiano di genere one-man show di Andrea Pucci, andato in onda in prima serata su Italia 1 il 23 dicembre 2018.

## Il programma
Lo spettacolo di Andrea Pucci, reso popolare da Colorado, andò in scena al Teatro Nazionale di Milano, preceduto dall'anteprima Andrea Pucci: In...Attesa zero, un ritorno dopo un anno di pausa dalla TV: narra la quotidianità di un uomo alle prese con i problemi universali della vita di tutti i giorni, tra nostalgie e orgoglio di appartenenza a una generazione di ex ragazzi.
La narrazione ironica di memorie, di bilanci, di analisi, di intolleranze, esperienze di vita vissuta cadenzate da tutta una serie di mode fugaci, attraverso monologhi veloci sull'adattamento di una vita analogica a quella digitale, sull'amore, sul sesso, sulla salute, sull'alimentazione, sulla famiglia, sull’educazione dei figli in un mondo percepito in costante evoluzione.
La serata vide la partecipazione della Zurawski Live Band con stacchetti e momenti di musica dal vivo, anche assieme a Pucci.

## Edizioni
| Edizione | Anno | Rete televisiva | Titolo del programma                         | Conduzione   | Periodo          | Periodo          | Puntate | Regia          | Studio                    |
| Edizione | Anno | Rete televisiva | Titolo del programma                         | Conduzione   | Inizio           | Fine             | Puntate | Regia          | Studio                    |
| -------- | ---- | --------------- | -------------------------------------------- | ------------ | ---------------- | ---------------- | ------- | -------------- | ------------------------- |
| 1ª       | 2018 | Italia 1        | In...Tolleranza zero (di e con Andrea Pucci) | Andrea Pucci | 23 dicembre 2018 | 23 dicembre 2018 | 1       | Dino Pecorella | Teatro Nazionale (Milano) |

## Puntate e ascolti
| Messa in onda    | Ascolti        | Ascolti |
| Messa in onda    | Telespettatori | Share   |
| ---------------- | -------------- | ------- |
| 23 dicembre 2018 | 1 690 000      | 8,10%   |